# Сфера преображения (книга)
«Сфера Преображения» — роман российского писателя-фантаста Михаила Костина, обладателя премии «Серебряная стрела», написанный в жанре фэнтези. «Сфера Преображения» — шестая (дополнительная) книга в цикле романов «Хроники Этории», действие которой разворачивается через 300 лет после событий, описанных в первых пяти книгах серии.

## История создания
В основу лег сюжет книги «Волшебная реликвия», написанной Костиным в соавторстве с Алекандром Кацурой и выпущенной издательством АСТ в 2006 году. По сравнению с первой версией автор значительно увеличил текст в объеме, поменял персонажей и их мотивацию, привязал сюжет к миру «Хроник Этории».
«Сфера Преображения» выпущена в 2017 году издательством «Книма» в виде подарочного издания: обложка с золотым тиснением и выборочной лакировкой, ляссе, цветные иллюстрации, увеличенный формат.

## Сюжет
Со времени окончания Великой войны прошло 300 лет. На юге Этории, на месте прежнего Союза Свободных Городов, возникла Империя во главе с жестоким и властным Правителем. К началу повествования война шла второй год, армия Империи вторглась в земли Семи Королевств. Войска короля Вивиана Девятого медленно отступали. В это время вспомнили о легенде, рассказывающей о таинственной Сфере, могущественном артефакте, который подарит обладателю победу в войне. Повелитель Королевств объявил о награде нашедшему реликвию. Многие отправились на поиски.
Главные герои Хорн, Игольд и Сноф в результате череды случайностей попали в действующую армию короля Вивиана и через некоторое врямя также отправились на поиски Сферы под предводительством сержанта Подороги. Им помогает заколдованный попугай.

## Основные персонажи
- Хорн Кутар — главный герой, сын бывшего кузнеца, а впоследствии торговца железным и скобяным товаром.
- Игольд Марон — главный герой, сын одинокой матери-огородницы, любит читать, гордится своей библиотекой, состоящей из 43 томов.
- Сноф Гидур — главный герой, лентяй, до начала повествования не занимался ничем. Имеет 6 братьев и сестер.
- Сержант Гольм (Подорога) — сержант армии Семи Королевств, непосредственный командир Хорна, Игольда и Снофа, возглавивший их поход за Сферой.
- Наша Уродина (Наура) — «племянница» капитана Реботто с изуродованным лицом. Хорошо знает мореходное дело. На девушку наложено заклятье. Она не вправе произносить собственное имя и должна жить под чужими, пока поцелуй истинной любви не освободит её от чар.
- Попугай Уискерс (Арси Якоби) — волшебный попугай, помогающий героям найти Сферу. Доктор волшебных наук, которого жена-колдунья превратила в птицу.
- Анвальф Соттен-Хелес — Правитель Империи.
- Эльдина Корис — подруга Правителя.
- Король Вивиан Девятый — король Семи Королевств. Шепелявит, когда нервничает.
- Тагеций Рас — генерал, любимец народа, командующий войсками Семи Королевств. Старый армейский товарищ сержанта Подороги, участвовал с ним в осаде крепости Бор-Бор. В юности жил в монастыре.
- Марис Винк — лейтенант второго отдельного батальона королевских войск, нашедший отрывок из книги Иббур. Член камергер-коллегии короля. Позже полковник.
- Раппо — капрал королевских войск, начальник сержанта Подороги, выбравший Хорна, Игольда и Снофа для поисков Сферы. Позже лейтенант.
- Олан Форц — авантюрист и разведчик, которому Правитель поручил возглавить поиски Сферы. Лейтенант. На правой щеке шрам.

- Генерал Ланк — главный картограф.
- Граф Дове-Бери — министр тайной полиции, министр финансов короля.
- Подполковник Вигор Гертик — адъютант генерала Раса, сын герцога, прибыл из столицы.
- Жена адъютанта — неглупая особа, любит птиц.
- Серох Нозано — полковник, комендант Рамдира в подчинении Правителя. Маг.
- Помощник коменданта города Рамдира
- Сильдар Чак — адмирал, командующий Южным флотом Семи Королевств, ходит на флагманском фрегате «Адмирал Флатт».
- Капитан Реботто — капитан двенадцатипушечной шхуны «Жемчужина Севера».
- Адольо (Шеф) — старший помощник капитана Реботто, капитан пиратов.
- Диди — корабельный повар на «Жемчужине Севера».
- Базз — мартышка Науры.
- Боцман из кабачка в Лабаре — старый боцман с затонувшего судна «Принцесса Мор» (в другом месте «Принцесса Мур»), которое капитан Од Каминар посадил на рифы тремя милями севернее Малого Комунго.
- Астролог — придворный звездочет Правителя.
- Татинда — дочь короля Вивиана.
- Бранер — солдат, конфликт с которым начал приключения главных героев.
- Дан Кронинг — капитан второго ранга корвета «Летучий кот».
- Ома-таж — вице-алхимик Империи, мечтает занять место Главного алхимика.
- Золг — корветн-капитан, чуть не повесивший сержанта Подорогу.
- Запп (Зепп) Дюллэ — капитан третьего ранга Южного флота короля, капитан бригантины, которая подобрала героев на Малом Комунго.
- Двойник Правителя — человек, заменявший Правителя на неинтересных и неважных мероприятиях.
- Матрос на деревянной ноге из Пулиавира — продал героям попугая.
- Старик-шарманщик с морской свинкой — предсказал героям будущее.
- Хранитель — старик с острова Надежды, присматривает за обсерваторией и музеем.
- Графиня Бродос — знатная дама из Уранивала.

## Значимые места

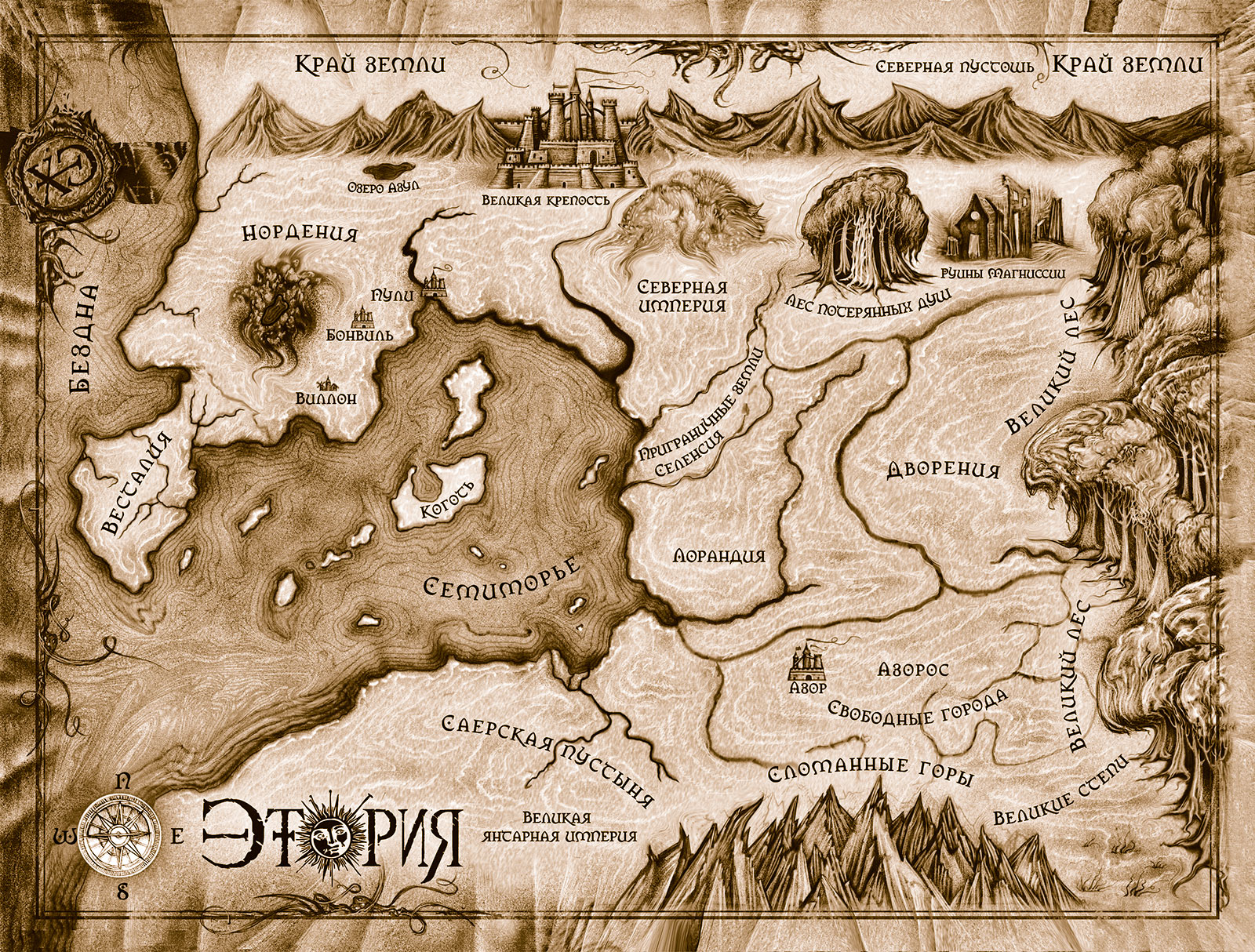
Карта Этории

- Залесье — небольшая деревня на берегу реки Светлой, родина главный героев.
- Уранивал — столица Семи Королевств.
- Азор — столица Империи.
- Остров Коготь — крупный остров в Южном море, в окрестностях которого спрятан пиратский сундук с картой, где указано, как найти Сферу. Открыт адмиралом Балсом.
  - Лабар — вольный город на острове Северный Коготь, известный большим количеством храмов, за что назван Городом ста храмов.
    - «Капитан Мак-Ку» — кабачок в Лабаре.
- Пулиавир (ранее Пули) — столица провинции Пули, крупнейший порт в Нордении.
- Рамдир (иначе Рам Дир) — в прошлом один из скрытых городов Хранителей, расположенный в Магниссии. Захвачен войсками Правителя и освобожден в результате восстания, сигнал к которому подали Хорн, Игольд и Сноф.
  - «Путеводная звезда» — трактир в Рамдире.
- Остров Малый Комунго — небольшой окружённый рифами вулканический остров в архипелаге Синих островов, на котором, согласно карте генерала Раса, находится Сфера.
- Остров Крабов — четвертый (на карте сержанта — седьмой) остров от Большого Комунго в архипелаге Синих островов.
- Остров Надежды — остров с мегалитами в море Ста земель, куда мечтал попасть капитан Реботто.
- Целеста — небольшой портовый город в южной Лорандии, военная база Правителя.

## Артефакты
- Сфера — магический объект с неизвестными свойствами. Предположительно шар из зеленой лучистой меди, покрытый хрустальной чешуей и опоясанный кольцом из полевого изумруда) диаметром четыре фута девять дюймов, переливающийся зелеными и синими огнями. На медной поверхности невидимые знаки, которые можно разглядеть через специальное стекло. Внутри шара — лампиера, особый кристалл, хранящий древнюю энергию. Изготовлена, когда Война Хранителей закончилась, но прочный мир еще не наступил. Побежденные алавантары с братьями Ордена Духов укрылись в Сломанных горах, и там некто Ярзон, маг и ученый, заключил единственную оставшуюся у них лампиеру в Сферу. Артефакт изнутри объемнее, чем снаружи. Считается, что Сфера поможет одержать победу в войне тому, кому она принадлежит.
- Книга Иббур — книга о том, как исправить собственную душу, в которой предположительно описан секрет Сферы, как та выглядит и где находится. Текст книги зашифрован.
- Шкатулка полковника Нозано — шкатулка, на крышке которой вырезано изображение раскрывшей рот жабы, которая собирается проглотить готовую к прыжку змею. Внутри земля с могилы Рика Ллойда, повелителя Северной Орды, и, возможно, самого Господина Древности. По расположению комочков земли полковник может предсказывать ближайшее будущее.
- Карта генерала Раса — карты, на которой крестом отмечено местонахождение Сферы, с надписью на обороте «С королевского трона стрелять на запад. С постели одноглазой бабушки — на север».
- Малая Сфера Преображения (Белая лампиера, Грани инициации) — магический хрустальный шар с 128 гранями, способный превращать людей в животных и наоборот. Обладает некоторыми другими волшебными свойствами.

## Периоды
Точные годы не указаны. Примерно 1500-е годы Второй эпохи Новой эры. Со времени окончания событий, описанных в предыдущих книгах серии, прошло 300 лет.

## Критика
Рецензия журнала «Мир фантастики» оценивает роман на 7 баллов из 10. Среди отмеченных достоинств:
- увлекательный сюжет;
- бойкий язык;
- подарочный формат.

Отмеченные недостатки:
- неоправданная привязка к «Хроникам Этории»;
- невероятное везение героев;
- слишком простые персонажи.

Итог: достойный подарок для юных любителей фантастических приключений — под ёлку в новогоднюю ночь.